# Leptogenys diminuta
Leptogenys diminuta é uma espécie de formiga do gênero Leptogenys, pertencente à subfamília Ponerinae.